# Jean de Boullongne
Pour les articles homonymes, voir Famille de Boullogne et Boullogne.
Jean de Boullongne, comte de Nogent-sur-Seine (Aube), est un magistrat et homme politique français né à Paris le 13 octobre 1690 et mort à Paris le 22 février 1769.

## Biographie
Fils de Louis II de Boullogne, artiste peintre (écuyer, peintre célèbre, décorateur de l'église des Invalides, de la chapelle de Versailles...) et de Marguerite Baquet, fille d’Étienne Baquet, pourvoyeur de la Maison du roi.
Nommé dès 1711 conseiller du Roi et trésorier-payeur des rentes de l'Hôtel de Ville, Jean de Boullongne épouse en 1719 Charlotte-Catherine de Beaufort, fille de Claude-Pierre de Beaufort, avocat du roi au Présidial de Provins et fermier général, avec laquelle il eut cinq enfants. Il est le père de Jean-Nicolas de Boullongne, le beau-père de Paul-François de Galluccio, marquis de L'Hôpital (en), du marquis Charles Gabriel François de Hallencourt et du marquis Armand Louis de Béthune, ainsi que le grand-père de Gaspard Louis de Caze de La Bove.
Conseiller au parlement de Metz (16 décembre 1725), puis intendant des finances (1744), conseiller d'État, membre du Conseil royal des finances, il devint contrôleur général des finances le 25 août 1757 en remplacement de François Marie Peyrenc de Moras. Il demeura à ce poste jusqu'au 4 mars 1759. Il recourut à l’émission de multiples emprunts et à une augmentation des impôts afin de pallier le déficit entraîné par la guerre de Sept Ans.
Son portrait a été peint par Hyacinthe Rigaud en 1735 contre 1 000 livres. En 1758, le graveur Johann Georg Wille en fit une magnifique planche pour l'estampe.
Le 4 mars 1759, le comte de Saint-Florentin, ministre de la Maison du roi, lui annonça que Louis XV ne voulait plus de ses services ; il s'exila alors chez un de ses cousins à Falaise en Normandie. Il s'installa ensuite au château de La Chapelle-Godefroy à Saint-Aubin dans l'Aube. En 1767, en jouant au jeu de paume, il se fractura une rotule et mourut de cette blessure plus d'un an après.

## Carrière
- Membre honoraire amateur de l'Académie royale de peinture.
- Premier commis des finances en 1724.
- Conseiller au Parlement de Metz en 1726.
- Intendant des finances en 1744.
- Contrôleur général des finances de 1757 à 1759.
- Trésorier de l'ordre du Saint-Esprit en 1758.

## Sources
- Amédée de Caix de Saint-Aymour, Les Boullongne : une famille d’artistes et de financiers aux XVIIe et XVIIIe siècles, éd. Henri Laurens, Paris, 1919.
- Michel Antoine, Le gouvernement et l'administration sous Louis XV: dictionnaire biographique, Éditions du Centre national de la recherche scientifique, 1978
- Françoise Mosser, Les Intendants de finances au XVIIIe siècle, Droz, 1978